# Цетинген
Цетинген (њем. Zettingen) општина је у њемачкој савезној држави Рајна-Палатинат. Једно је од 92 општинска средишта округа Кохем-Цел. Према процјени из 2010. у општини је живјело 254 становника. Посједује регионалну шифру (AGS) 7135093.

## Географски и демографски подаци
Цетинген се налази у савезној држави Рајна-Палатинат у округу Кохем-Цел. Општина се налази на надморској висини од 378 метара. Површина општине износи 3,7 km². У самом мјесту је, према процјени из 2010. године, живјело 254 становника. Просјечна густина становништва износи 69 становника/km².